# Jakov Lukarević
Jakov Lukarević (итал. Giacomo Di Pietro Luccari; Dubrovnik 1551 – 22. maj 1615) bio je dubrovački istoričar, diplomata i franjevac.

## Biografija
Lukarević potiče iz jedne od vodećih dubrovačkih plemićkih porodica. Raškog je odnosno srpskog porijekla.
Najpoznatije njegovo djelo je  (прев. Opširni izvod iz dubrovačkih lјetopisa u četiri knjige), štampano 1605. godine u Veneciji. U knjizi j u detalje opisao proceduru glasanja Dubrovačke Republike.
Bio je član Velikoga vijeća Dubrovačke Republike od 1571. godine. U diplomatiji je bio poslanik Dubrovačke Republike kod turskog sultana i bosanskoga paše. Godine 1613. izabran je za kneza Dubrovačke Republike.
Spremajući svoju istoriju proputovao je Tursku i Italiju, a posjetio je i španski otok Majorku i Tunis u Africi, tragajući za arhivskom građom. Za stariji period do 15. vijeka upotrijebio je najviše bezimene dubrovačke anale, dok se za 16. vijek se oslanja na razne vijesti o Dubrovniku i susjednim zemljama.
Lukareviću je srpski, a ne hrvatski jezik, onaj kojim kao maternjim govore slovenski Dubrovčani. Tako je zapisao da je decembar na srpskom prosinac (итал. Di 18 di Decembre, ch’i Serviani demandano Prosienaz.).

## Literature
- ,  (1605).  [Opširni izvod iz dubrovačkih lјetopisa u četiri knjige]. : .  58959879.